# Horní Jadruž
Horní Jadruž, také Horní Jadruže (německy Obergodrisch), je malá vesnice, část obce Chodský Újezd v okrese Tachov v Plzeňském kraji. Nachází se asi tři kilometry východně od Chodského Újezdu. Horní Jadruž je také název katastrálního území o rozloze 3,61 km².

## Historie
První písemná zmínka o vesnici pochází z roku 1379. V letech 1938 až 1945 byla ves (v důsledku uzavření Mnichovské dohody) přičleněna k nacistickému Německu.

## Obyvatelstvo
| Rok            | 1869 | 1880 | 1890 | 1900 | 1910 | 1921 | 1930 | 1950 | 1961 | 1970 | 1980 | 1991 | 2001 | 2011 | 2021 |
| -------------- | ---- | ---- | ---- | ---- | ---- | ---- | ---- | ---- | ---- | ---- | ---- | ---- | ---- | ---- | ---- |
| Počet obyvatel | 172  | 187  | 180  | 170  | 175  | 175  | 143  | 102  | 112  | 90   | 76   | 81   | 86   | 69   | 69   |
| Počet domů     | 23   | 23   | 27   | 26   | 26   | 26   | 27   | 29   | 21   | 21   | 21   | 21   | 22   | 22   | 22   |

## Obecní správa
Při sčítání lidu v letech 1850–1962 byl  Horní Jadruž samostatnou obcí, která patřila do okresu Planá. V roce 1950 byl obcí v okrese Mariánské Lázně. Od roku 1963 je částí obce Chodský Újezd v okrese Tachov.

## Pamětihodnosti
- Usedlosti čp. 11, 12 a če. 1
- Socha svatého Jana Nepomuckého
- Socha svatého Vendelína